# Vi har funnit varandra
Vi har funnit varandra är en tysk dramafilm från 1949 i regi av Wolfgang Liebeneiner. Manus skrevs av Liebeneiner och Kurt Joachim Fischer efter pjäsen Draußen vor der Tür av Wolfgang Borchert. Filmen följer dock inte pjäsens handling helt, utan har ett ljusare slut.

## Rollista
- Dieter Horn - Jürgen
- Hilde Krahl - Anna Gehrke
- Sylvia Schwarz - Monika Gehrke
- Karl John - Beckmann
- Erika Müller - Lisa Beckmann
- Hedwig Wangel - mor Beckmann
- Grethe Weiser - frau Puhlmann
- Albert Florath - entreprenören
- Erich Ponto - en äldre man
- Hubert von Meyerinck - direktör Engelbrecht
- Paul Hoffmann - överste
- Herbert Tiede - överstens svärson
- Leopold von Ledebur - general
- Helmut Rudolph - Alfred
- Kurt A. Jung - Peter
- Erwin Geschonneck - kriminaldetektiv
- Inge Meysel - Betty från Berlin